# Hypericum buckleyi
Hypericum buckleyi är en johannesörtsväxtart som beskrevs av M. A. Curt.. Hypericum buckleyi ingår i släktet johannesörter, och familjen johannesörtsväxter. Inga underarter finns listade i Catalogue of Life.